# Andrés Cortés y Aguilar
Andrés Cortés y Aguilar (Sevilha, 24 de dezembro de 1812 – 16 de maio de 1879), foi um pintor espanhol que representava paisagismo romântico e costumbrismo andaluz, membro de uma importante série de pintores da escola de Sevilha.

## Biografia
Aguilar nasceu em Sevilha a 24 de dezembro de 1812, era filho de Andrés Córtes e Antonia Aguilar. Ele pertencia a uma família de artistas que começou com seu tio Joaquín Cortés (1776-1835) e também incluiu em seu irmão Antonio Cortés y Aguilar, que iniciou a filial francesa e os filhos deste André, Jeanne Marie e Edouard Cortés.
Formado na Real Escuela de las Tres  Nobles Artes de Sevilha, ele pintou paisagens e cenas de costumes de Sevilha e Granada, embora também fizesse retratos e naturezas-mortas. Sua obra La feria de Sevilla, feita em 1856, é conhecida, mostrando o surgimento da primitiva Feira de abril, quando era uma feira de gado. Existem três versões, na prefeitura de Sevilha, no Museu de Belas Artes de Bilbau e em uma coleção particular. Ele também trabalha no Museu Romântico de Madrid, na Coleção Bellver em Sevilha e no Museu Carmen Thyssen-Bornemisza (Málaga).  Na Catedral de Segorbe, se encontra preservado a obra San Fernando Rey assinado e datado por "Andrés Cortés 1851".
Algumas de suas obras foram vendidas em leilão por preços entre 302 dólares a 5 685 dólares sendo Escena bucólica a obra que foi vendida por um preço mais alto em 2019.
Aguilar morreu em 16 de maio de 1879 em Sevilha.

## Obras

### La feria de Sevilla
La feria de Sevilla  (em português:  A feira de Sevilha) é a obra mais conhecida de Andrés Cortés y Aguilar. Durante a década de 1850, Cortés abordou o realismo e o costumbrismo andaluz, dentro do qual La feria de Sevilla está emoldurada, uma obra da qual são preservadas três versões assinadas e datadas em 1852, uma pertencente à família Ybarra de Sevilha, outra de formato menor pertencente à Câmara Municipal de Sevilha e uma última no Museu de Belas Artes de Bilbau.
Como é frequente no trabalho de Cortés, o pintor usa uma perspectiva rudimentar, com a qual deseja unir de maneira forçada e evidente os diferentes grupos de pastores com gado, passeadores, vendedores, tendas e cabanas.
Na verdade, a cena mostra um enxame humano real que se refere à vida social e econômica da cidade, em um espaço ou local de encontro entre o mundo rural e urbano, promovido pela feira e exposição de gado, cuja criação remonta a 1847, cinco anos antes da realização desta pintura de Cortés.
A composição do Museu de Belas Artes de Bilbau apresenta uma linha do céu onde são reconhecidos o Palácio de San Telmo, a Fábrica de Tabaco de Sevilha, a chamada Puerta Nueva, que leva à Rua San Fernando, a dobradiça da feira com a cidade, os bosques do jardim e os edifícios de Alcázar, com suas torres internas e a silhueta da grande fábrica da catedral, que termina a composição à direita. Enquanto no fundo aparece uma série de grupos de pastores com seus rebanhos de ovelhas ao redor de um caldeirão e um cavaleiro com catite em uma jaca amarrada aos mouros. No canto esquerdo um grupo de personagens que, em trajes urbanos, comentam a cena enquanto outro, sentado em um tripé de campo, faz anotações.

#### Exposições
- La vida cotidiana en la pintura andaluza del siglo XIX.  Arquivo Histórico Provincial de Sevilha.  Outubro a novembro de 1987.
- La vida cotidiana en la pintura andaluza del siglo XIX.  Madrid, Sala de Exposições do Banco de Bilbau em Madrid.  1 a 30 de dezembro de 1987.
- Tesoros del Museo de Bellas Artes de Bilbao: pintura, 1400-1939.  Museu Municipal de Madrid.  28 de novembro de 1989 a 14 de janeiro de 1990.
- La Andalucía de Demófilo.  Sevilha, Sala de Exposiciones Consejería de Cultura y Medio Ambiente.  3 de dezembro de 1993 a 9 de janeiro de 1994.
- Liberalismo y Romanticismo en tiempos de Isabel II.  Madrid, Museu Arqueológico Nacional.  21 de abril a 6 de junho de 2004.
- De Goya a Gauguin: el siglo XIX en el Museo de Bellas Artes de Bilbao.  Salamanca, Caja Duero.  6 de setembro a 14 de novembro de 2006.
- De Goya a Gauguin: el siglo XIX en el Museo de Bellas Artes de Bilbao.  Valência, Centre del Carme.  14 de dezembro de 2006 a 11 de março de 2007.
- De Goya a Gauguin: el siglo XIX en el Museo de Bellas Artes de Bilbao.  Museu de Belas Artes de Sevilha.  27 de março a 6 de maio de 2007.
- De Goya a Gauguin: el siglo XIX en el Museo de Bellas Artes de Bilbao.  Museu de Belas Artes de Bilbau.  16 de junho a 28 de setembro de 2008.[5]

### Outras obras

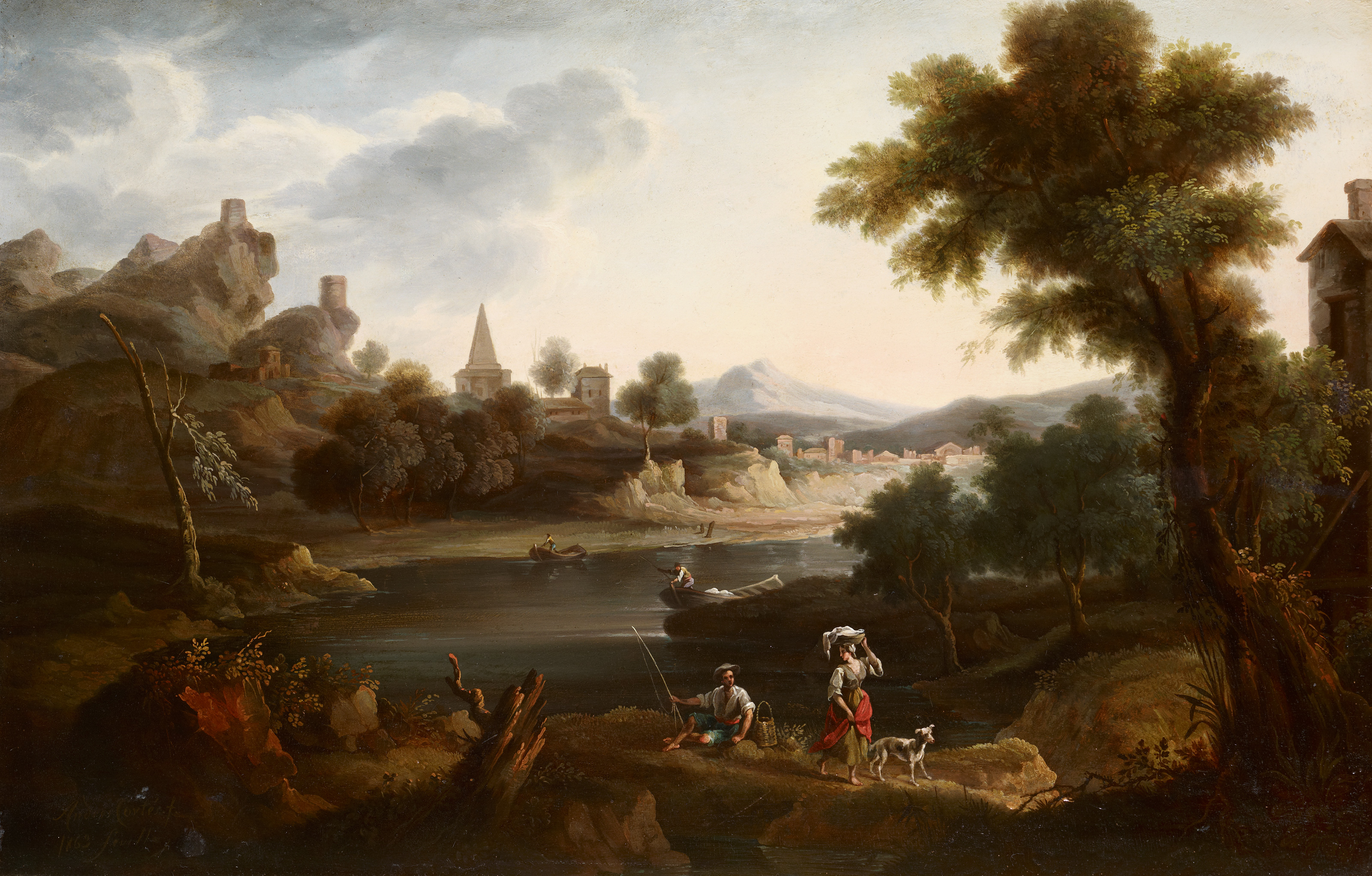
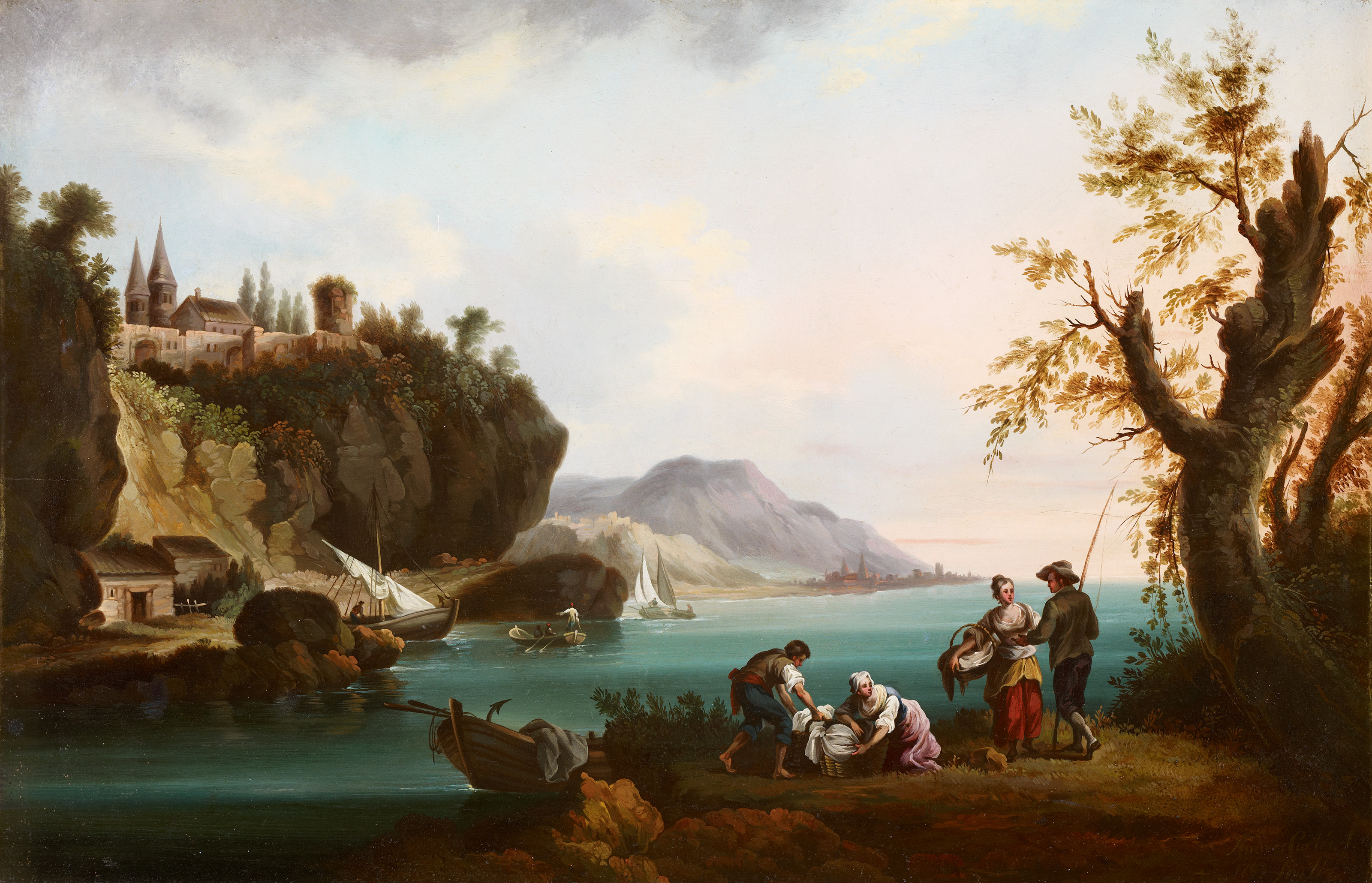
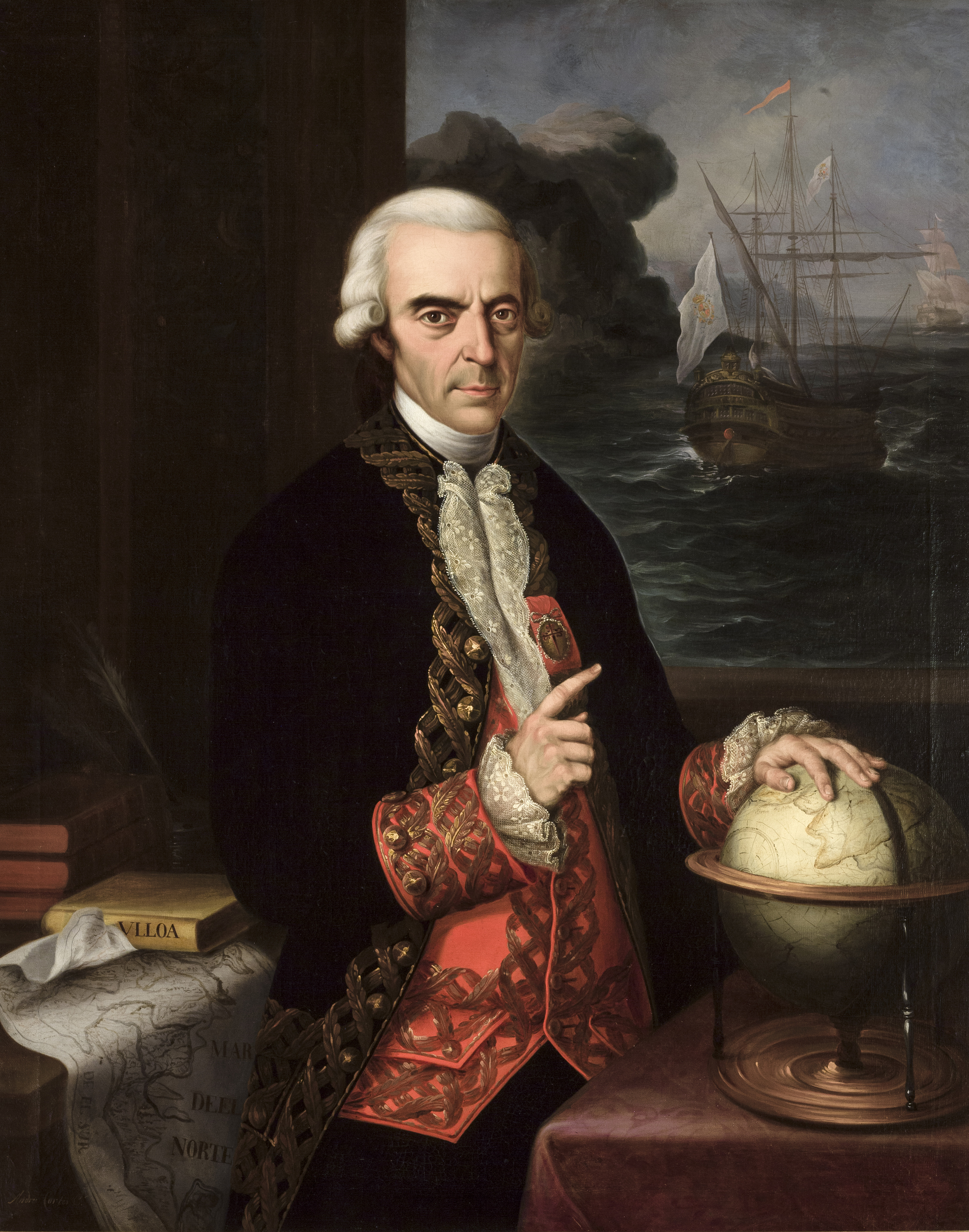
Retrato de Antonio de Ulloa
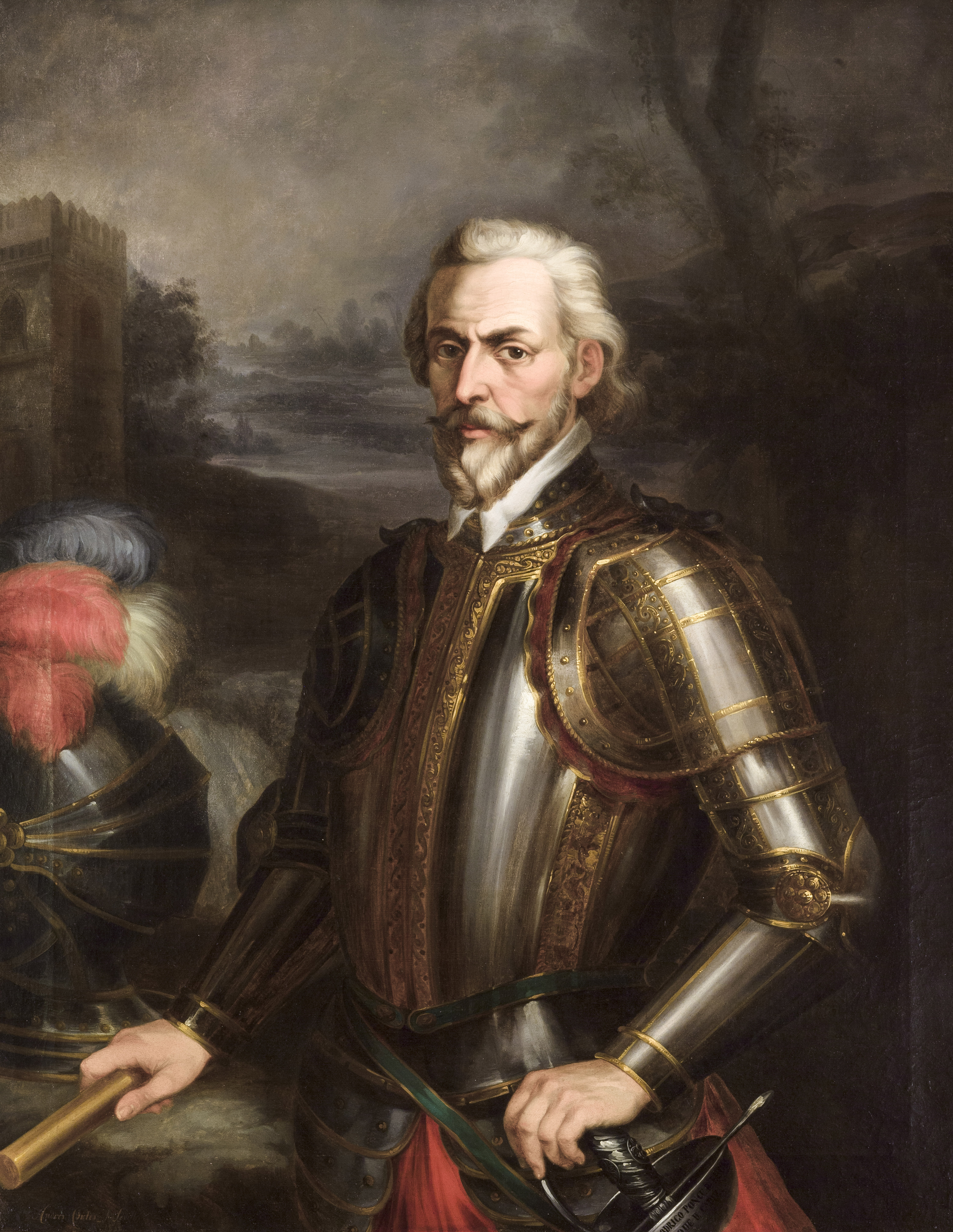
Retrato de Rodrigo Ponce de León
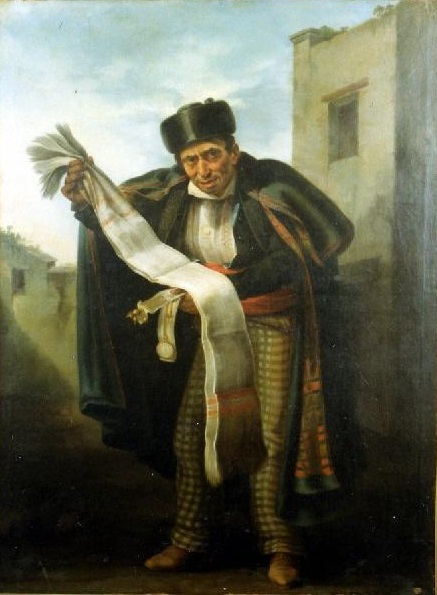
Retrato de um vendedor de rua (Casa de los Tiros, Granada)
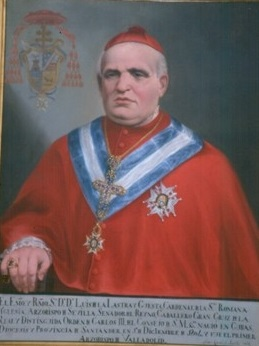
Retrato do arcebispo de Sevilha, Luis de la Lastra